# Růžena Svobodová
Růžena Svobodová, rozená Čápová (10. července 1868 Mikulovice – 1. ledna 1920 Praha), byla česká spisovatelka.

## Život
Narodila se v Mikulovicích u Znojma, kde byl její otec Jan Čáp správcem klášterního panství řádu premonstrátů. Otec pocházel z Kolovče na Šumavě, matka Eliška, roz. Vodňanská z Milevska. Byla jejich třetím dítětem, ale obě sestry zemřely ještě mladé.  Brzy se rodina přestěhovala do Prahy a ona vyrůstala v premonstrátském klášteře na Strahově, kde otec zastával funkci centrálního ředitele majetku strahovského  a získal zde velký služební byt. S matkou zde prožívala náboženské obřady, úctu k světcům a k svatým; otec v ní zase probouzel zájem o literaturu. Jeho předčasná smrt ve 42 letech († 1880) proměnila celou situaci rodiny, když bylo Růženě jako nejstarší z jeho čtyř dětí teprve dvanáct let. Doma zavládla autoritativní matka, která byt z velké části pronajímala.
Růžena absolvovala Vyšší dívčí školu, kromě toho navštěvovala na Smíchově klášterní penzionát benediktinek Sacré Coeur, aby se zdokonalila ve francouzštině. Stala se pak domácí učitelkou.
V roce 1890 se provdala za básníka F. X. Svobodu v naději, že získá společenskou nezávislost. Měla svůj společenský salon, který navštěvovali Antonín Sova, Vilém Mrštík, František Václav Krejčí, F. X. Šalda, Otakar Štorch-Marien, výtvarnice Zdenka Braunerová, herečky Hana Kvapilová, Hana Benoniová, z literárně činných žen Božena Benešová a později i Marie Pujmanová. Sblížení se Šaldou se rokem 1893 proměnilo v milostný vztah. (Výbor z jejich korespondence spolu s J. Mourkovou pořídil J. Loužil a J. Wagner s názvem Tíživá samota, 1969.)  Milostné vzplanutí ji na čas poutalo také k J. S. Macharovi.
V průběhu první světové války se věnovala charitě; působila v českém národním svépomocném sdružení České srdce jako zakladatelka a vedoucí Dětského odboru. Humanitární práce tohoto sdružení spočívala v organizování pobytu pražských či vídeňských dětí na venkově, kde dostávaly zdravou stravu, zatímco v hlavních městech říše vlivem válečných let neúměrně strádaly. Tehdy již byla vážně nemocná se srdcem.
Roku 1918 založila časopis Lípa, který sama redigovala. Své humanitární a publikační aktivity směřovala k politice, ale nechtěla se zapojit do stávajících politických stran, její kritika se vyhrotila například vzhledem k Marii Majerové, která založila Ženský list, aniž Svobodovou přizvala ke spolupráci.
Pochována je na pražském Slavíně na Vyšehradě.

## Dílo

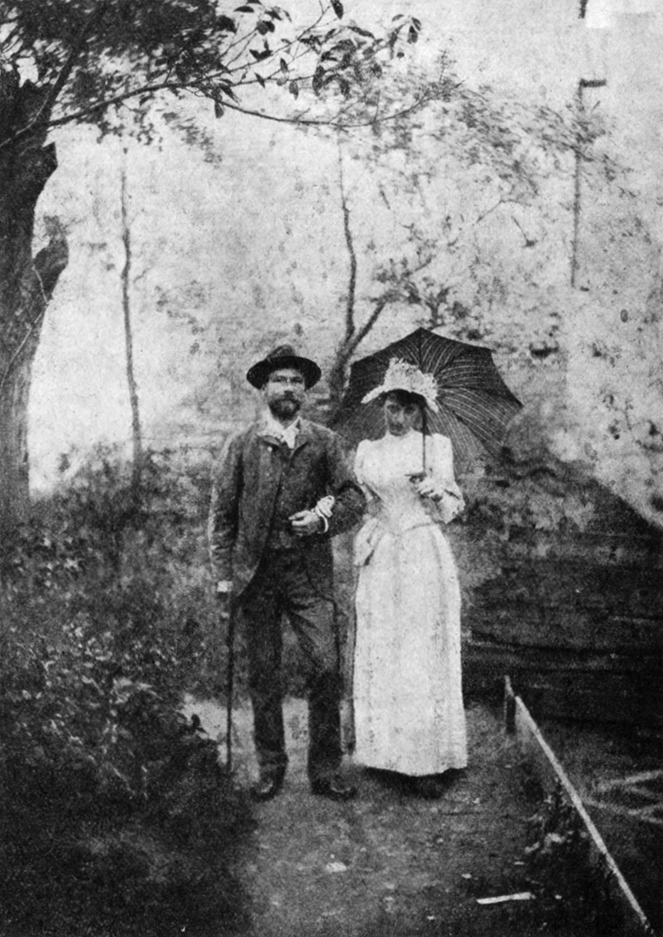
Růžena Čápová a F. X. Svoboda před svatbou, léto 1890

První povídky napsala již za svobodna. Další tvorbu ovlivnil Šalda a stylově impresionismus. Hlavním hrdinou jejích knih bývá žena nebo dítě. Jednání žen se v jejích dílech stává prototypem životního postoje, u dětí sleduje jejich vývoj a pohled na svět.

Celou svou osobní a generační zkušeností byla Růžena Svobodová vybavena k tomu, aby nad pravdu „vnější“ stavěla „vnitřní“ pravdu duše, aby se účastnila protirealistického hnutí a s generací let devadesátých hledala novou slohovost. V povídkách a v románech o ženách stvořila osobitý typ subjektivizované a lyrizované prózy. Na rozdíl od mnoha „ženských“ spisovatelek mezi svými současnicemi, které o ženské emancipaci beletristicky referovaly (Božena Viková-Kunětická a další), Svobodová dala prahnoucí a mučící se duši moderní ženy slohový výraz.
- Přetížený klas (1896) – raná povídka portrétující dívku, která o sobě prohlašuje, že je „nový zločin, na který ještě nenašli zákon“. Probuzený intelekt a duše totiž zbavily ženu pokory vůči muži. Olga odmítla všechny partie, který se jí nabízejí. Posléze vstoupí do kláštera a při ošetřování nakažlivě nemocných zemře. Vypravěčka v první osobě, s Olgou sympatizující, znala dívku jen z letmých setkání – tehdy naslouchala jejím monologům. A pak už jen z kusých informací jiných osob zjišťuje důsledky zlomeného vzdoru a zmařené pokory.
- Milenky (1902) [6]
- Pěšinkami srdce (1902)
- Černí myslivci (1908) – devět příběhů mužů z beskydských lesích; o vášni, která čarovnou mocí spoutává dívky s tajemným černým myslivcem. Vede je z domova na pokraj záhuby, avšak navzdory všemu jim dává prožít štěstí. [7]
- Barvy Jugoslavie : obrazy z cest 1911, Praha : Česká grafická unie, (1920) [8]
- Posvátné jaro (1912)
- Přetížený klas a povídky [9]
- Jarní záhony (1916) – povídky pro děti a o dětech [10]
- Pokojný dům (1917) [11]
- V odlehlé dědině (1918) [12]
- Plameny a plaménky (1918) [13]
- Písčitá půda (1918) [14]
- Hrdinné a bezpomocné dětství (1920) [15]
- Ráj (1920) [16]
- Různé prósy a torsa (1924) [17]
- V říši tulipánků (1924) – veselohra o 3 dějstvích [18]
- Zahrada irémská – nedokončený román; princezna Isida se provdá za bohatého kupce s kořalkou, aby finančně zachránila svou rodinu. Jedinému synovi odmalička vštěpuje předsevzetí majetek dál nehromadit, ale rozumně rozdávat. Jako ovdovělá potká svou jedinou lásku z mládí; hodlají ustavit "nové město o tisíci zlatých sloupech, nového člověka vyzařujícího všechno světlo a všechnu sílu" [19] [20]